# Peter-Jürgen Czygan
Peter-Jürgen Czygan (* 13. Januar 1937 in Königsberg i. Pr.; † 3. Juni 2021) war ein deutscher Gynäkologe.

## Leben
Czygan studierte an der Christian-Albrechts-Universität Kiel und der Ludwig-Maximilians-Universität München Medizin. Er wurde Mitglied des Corps Palaiomarchia-Masovia (1955) und des Corps Isaria (1956). Als Student war er ein erfolgreicher Sportler im Speerwurf und im Diskuswurf. Mit einer Doktorarbeit bei Gerhard Bettendorf wurde er 1962 an der Universität Hamburg zum Dr. med. promoviert. Seine gynäkologische Ausbildung durchlief er im Universitätsklinikum Hamburg-Eppendorf, wo er als Oberarzt tätig war und sich 1972 habilitierte. Als Professor wurde er 1982 zum Chefarzt der Frauenklinik der Städtischen Kliniken Frankfurt-Höchst gewählt. 2000 nach 18 Jahren pensioniert, kehrte er nach Hamburg zurück.